# Pseudidarnes minerva
Pseudidarnes minerva är en stekelart som beskrevs av Girault 1927. Pseudidarnes minerva ingår i släktet Pseudidarnes och familjen fikonsteklar. Inga underarter finns listade i Catalogue of Life.